# Herculanensische Papyri
Als Herculanensische Papyri (auch Herculaneum-Papyri oder Papyri von Herculaneum, italienisch Papiri Ercolanesi, lateinisch Papyri Herculanenses, abgekürzt PHerc.) sind Papyri aus der römischen Antike bekannt, die zwischen 1752 und 1754 bei Ausgrabungen in der Villa dei Papiri in Herculaneum entdeckt wurden. 1792 dieser Papyri befinden sich heute in der Nationalbibliothek von Neapel, sechs weitere werden im Institut de France in Paris verwahrt und einige weitere in der Bodleian Library in Oxford.
Die Papyri von Herculaneum sind die einzige aus der Antike erhaltene zusammenhängende Sammlung von literarischen und wissenschaftlichen Schriftrollen. Grund ihrer Konservierung ist die Verschüttung der Stadt durch Lava und Asche aufgrund eines Ausbruchs des Vulkans Vesuv im Jahr 79. Die Papyri beinhalten vor allem Schriften des Epikur und des Philodemos von Gadara. Zum Großteil sind sie bis heute nicht entziffert.

## Entdeckung

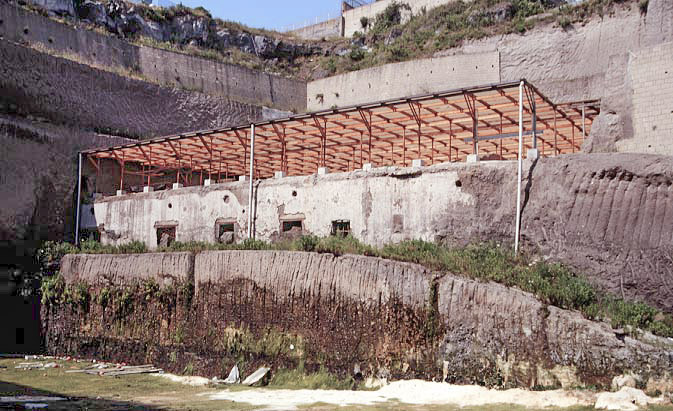
Die Villa dei Papiri in Herculaneum

Gefunden wurden die Papyri bei Ausgrabungen zwischen dem 19. Oktober 1752 und dem 25. August 1754. Sie befanden sich in einem kleinen Raum in der später nach diesem Fund benannten Villa dei Papiri.
Zusammen mit den meisten übrigen Funden aus Herculaneum wurden die Rollen im Königspalast Portici aufbewahrt und kamen später in die Nationalbibliothek von Neapel. König Ferdinand I. schenkte 1802 sechs Rollen dem französischen Ersten Konsul, General Napoleon Bonaparte, die sich bis heute in Paris im Institut de France befinden. 1815 soll er weitere 18 Rollen dem britischen Prinzregenten und späteren König George IV. geschenkt haben, von denen ein Teil heute von der Bodleian Library der University of Oxford aufbewahrt wird, einige jedoch als verschollen gelten.

## Bibliotheksraum
Auf den Raum, in dem man die Papyri fand, stießen die Ausgräber erstmals am 19. Oktober 1752. An den Wänden sollen verkohlte Regale gestanden haben und in der Mitte ein freistehender weiterer Regalschrank. In den Fächern der Regale fand man verkohlte zylinderförmige Gegenstände, die man barg und erst später als Schriftrollen identifizieren konnte. Wegen austretender Grubengase mussten die Ausgrabungen der Villa bereits 1765 wieder zugeschüttet werden. Es existieren keine Bilder der Bibliothek, bis zur erneuten Ergrabung am Ende des 20. Jahrhunderts hatte sich von den Regalen nichts mehr erhalten. Lediglich Dübellöcher in den Wänden lassen noch auf das Vorhandensein von Holzmöbeln schließen. Nach den Plänen Carl Webers war der Raum 2,65 mal 3,20 Meter groß. Laut einem im Jahr 1756 verfassten Augenzeugenbericht Johann Joachim Winckelmanns handelte es sich um ein schlichtes Zimmer mit mannshohen Schränken an den Wänden und in der Mitte, das für ihn wie ein antikes Archiv aussah. In einem Brief vom 17. Dezember 1752 spricht der Konservator Camillo Paderni von einem Mosaikfußboden in dem Raum, die Schränke sollen aus verschiedenen Holzsorten bestanden und oben mit einem Gesims abgeschlossen haben. Neben dem Bibliothekszimmer fand man einen weiteren kleinen Raum von 1,90 mal 2,65 Metern, der möglicherweise als Ruheraum gedient hatte, sowie größere Zimmer unbekannter Nutzung.

## Konservierung
Man nimmt an, dass die Papyri aufgrund von Hitzeeinwirkung erhalten und deren Inhalt so lesbar geblieben ist. Als Lava und Asche die Stadt verschütteten, waren sie einer hohen Temperatur von über 300 Grad Celsius ausgesetzt, wodurch die biologische Zersetzung des organischen Materials verhindert wurde.

## Entrollung und Entzifferung

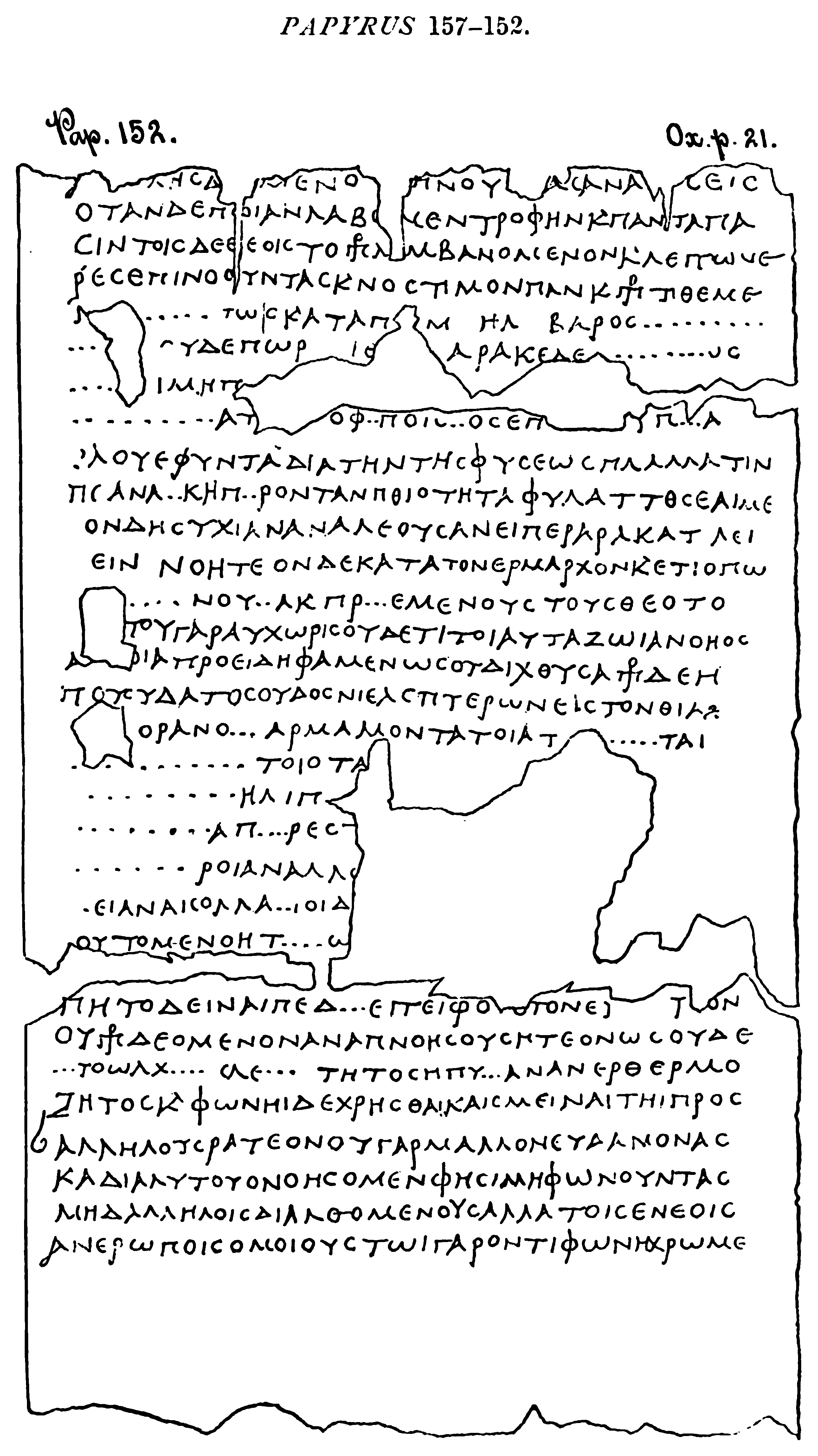
Kopie eines identifizierbaren Textes des Papyrus 152–157

Der Maler und Kopist Camillo Paderni, der bei der Entdeckung anwesend war, berichtete im November 1752 in einem Brief an Richard Mead zuerst über den Fund. Im Februar 1753 verlas Mead den Brief vor der Royal Society; der Fund erregte in der Forscherwelt bald europaweit Aufsehen. Paderni schnitt einige Rollen längs auf, schälte das (tatsächlich besser lesbare) Innere aus den Hälften heraus, wobei es aber zerbröselte, und versuchte, die verkrusteten äußeren Schichten zu lösen, jedoch zerfielen sie zu Asche.
Pater Antonio Piaggio von der Vatikanischen Bibliothek konstruierte 1753 eine Maschine zur langsamen Aufwicklung der Rollen. Johann Joachim Winckelmann beschrieb sie in einem 1762 publizierten Brief. Auf diese Weise gelang Piaggio die Öffnung von über 50 Rollen, zumeist mit Werken von Philodemos, teilweise in mehreren Kopien, über Musik und diverse philosophische Themen. Dies stützt die Vermutung, dass es sich um Philodemus’ eigene Bibliothek handelte, die in den Besitz des ihm nahestehenden Epikureers Lucius Calpurnius Piso gelangt sei, dem Schwiegervater Gaius Iulius Caesars, weshalb Piso als Hausherr der großen und reich mit Kunstwerken ausgestatteten Villa in Betracht gezogen wird.
Seit ihrer Entdeckung wurden verschiedene Verfahren entwickelt und angewandt, um die ohnehin schon beschädigten Papyrusrollen zu entrollen, darunter die Behandlung mit Rosenwasser, organischen Gasen, schwefelhaltigen Lösungen und Pflanzensaft des Echten Papyrus. Die meisten führten zur schweren Beschädigung oder Zerstörung der Proben. Auch die Behandlung mit einer Mischung aus Ethanol, Glycerin und warmem Wasser zur Lösung der Schichten ließ die betreffenden Rollen in Hunderte von Fragmenten zerfallen.
1969 begründete Marcello Gigante auf Grundlage einer bereits bestehenden Officina das Centro Internazionale per lo Studio dei Papiri Ercolanesi, um die Arbeit zu internationalisieren. Die Friends of Herculaneum Society vereinen weltweit professionelle Papyrologen sowie Amateur-Enthusiasten, die sich der Entzifferung widmen. Leichter als die in capsae gehüllten lateinischen Schriftrollen sind die offen verwahrten griechischen zu entziffern. Neue Dokumentationsmethoden beispielsweise durch Mikroskopie oder die Dokumentation aller bereits entrollten Papyri mittels Multispektralfotografie durch ein Team der Brigham Young University ermöglichten deutliche Verbesserungen der älteren Lesungen; die versuchsweise Nutzung der Hyperspektralfotografie ergab noch einmal besser lesbare Aufnahmen.
Die von Uwe Bergmann von der Stanford University vorgeschlagenen Synchrotron-Verfahren mit Röntgenfluoreszenzanalyse und XPCT (phase-contrast tomography) nutzen den Eisengehalt der Tinte. Das Ausprobieren immer neuer Verfahren, etwa im Speicherring der European Synchrotron Radiation Facility in Grenoble, wird von den aufbewahrenden Bibliotheken allerdings nur mit großer Zurückhaltung gestattet und ist auch enorm aufwändig, weshalb zuletzt keine Fortschritte gemacht werden konnten.
Seit 2015 werden etwa durch Brent Seales von der University of Kentucky weitere Versuche unternommen, einige Rollen mittels Durchleuchtung und digitaler Bildgebung lesbar zu machen. Durch die Wellung der Papyri sind die gerollten Oberflächen dreidimensional, was die Entwicklung von digitalen Leseprogrammen erschwert. Das Computertomographie-Verfahren scheiterte zunächst an dem nur geringen Bleigehalt der Tinte sowie dem Kohlenstoffgehalt, der in Tinte wie Papyri fast gleich ist und daher kein unterscheidbares Schriftbild ergibt.
2023 wurde ein Wettbewerb zur Entwicklung geeigneter Programme Maschinellen Lernens unter dem Namen Vesuvius Challenge ausgelobt. Studenten verschiedener Universitäten entwickelten daraufhin parallel zwei KI-Modelle sowie eine Optimierung des 3D-Scans. Im Februar 2024 wurde von der Jury verkündet, dass die ausgegebenen Ziele für den Hauptpreis 2023 sogar übertroffen werden konnten und insgesamt rund 5 % einer Schriftrolle entziffert werden konnten, die vermutlich eine bisher gänzlich unbekannte philosophische Schrift von Philodemos enthält. Ziel der Challenge für 2024 wird sein, 90 % aller vier gescannten Schriftrollen lesbar zu machen.
Da die früheren Ausgrabungen in der Villa nur unsystematisch durch die Anlage von Tunneln durch die Ascheschichten betrieben wurden, besteht sogar die Hoffnung auf Entdeckung weiterer Papyri, allerdings werden die Grabungen derzeit aus Finanzierungsgründen nicht fortgeführt; vorhandene Mittel werden auf die Konservierung und Restaurierung der bereits ergrabenen Stätten in Pompeji konzentriert, die sich teilweise bereits im Verfall befinden.

## Weitere Abbildungen

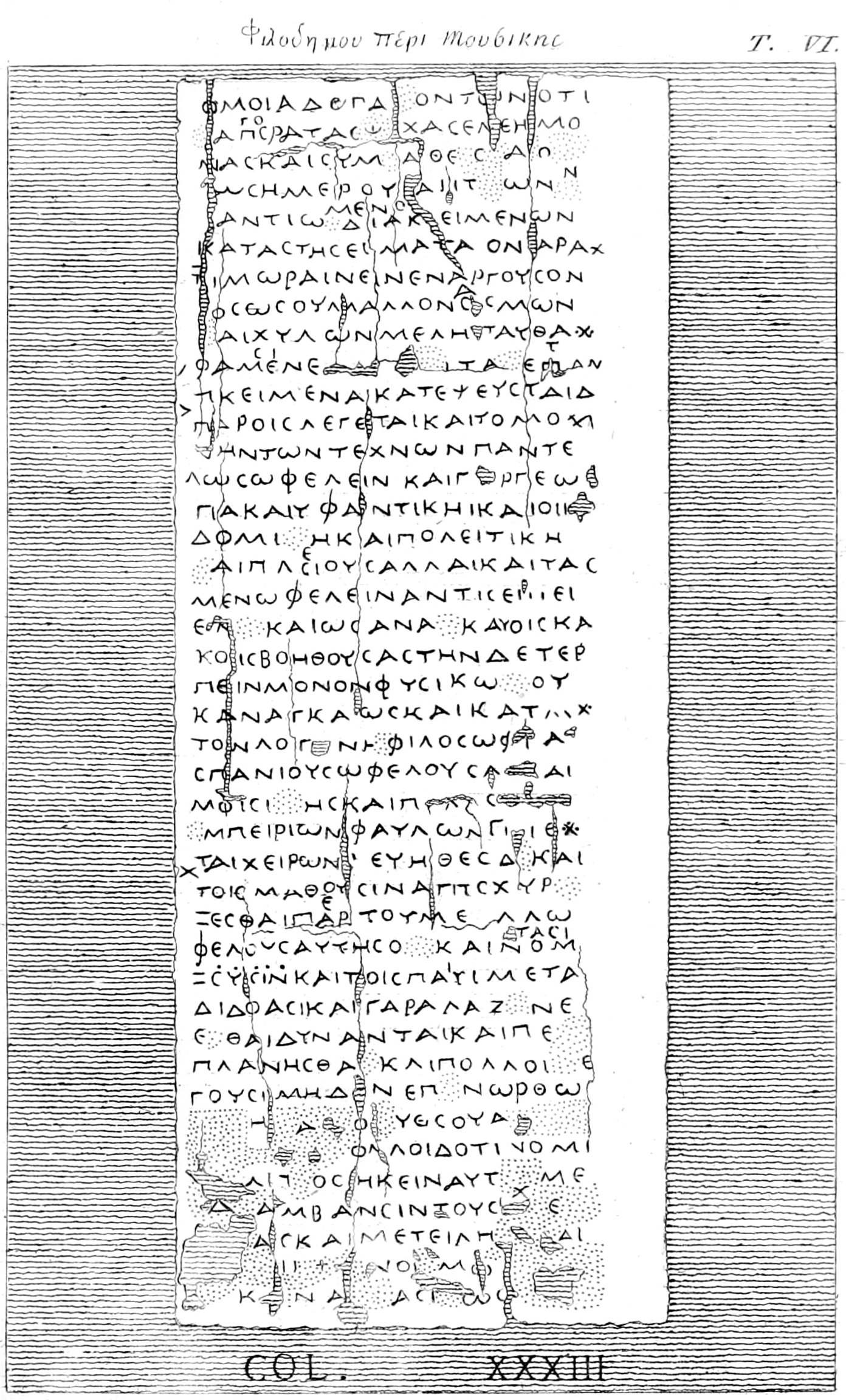
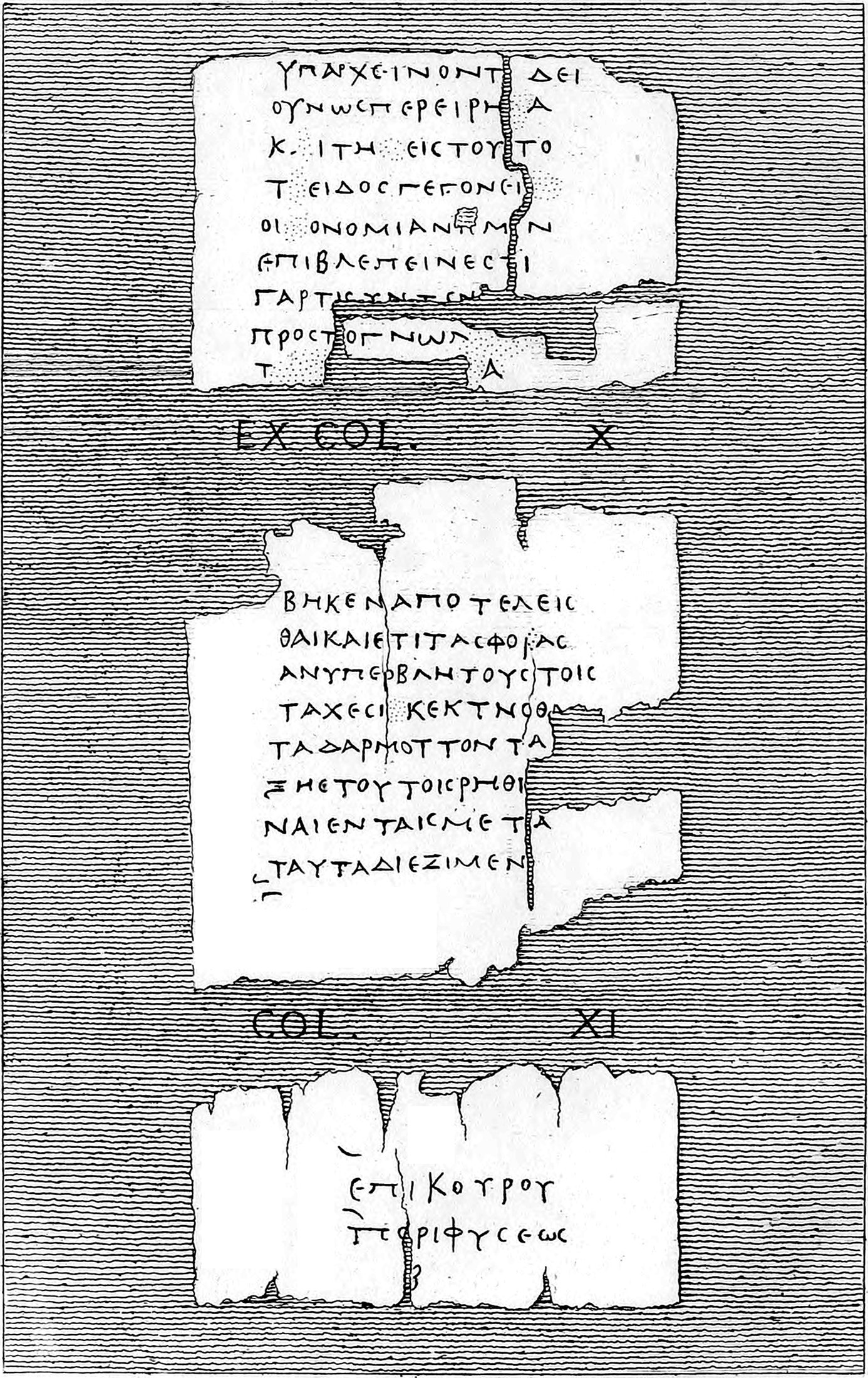
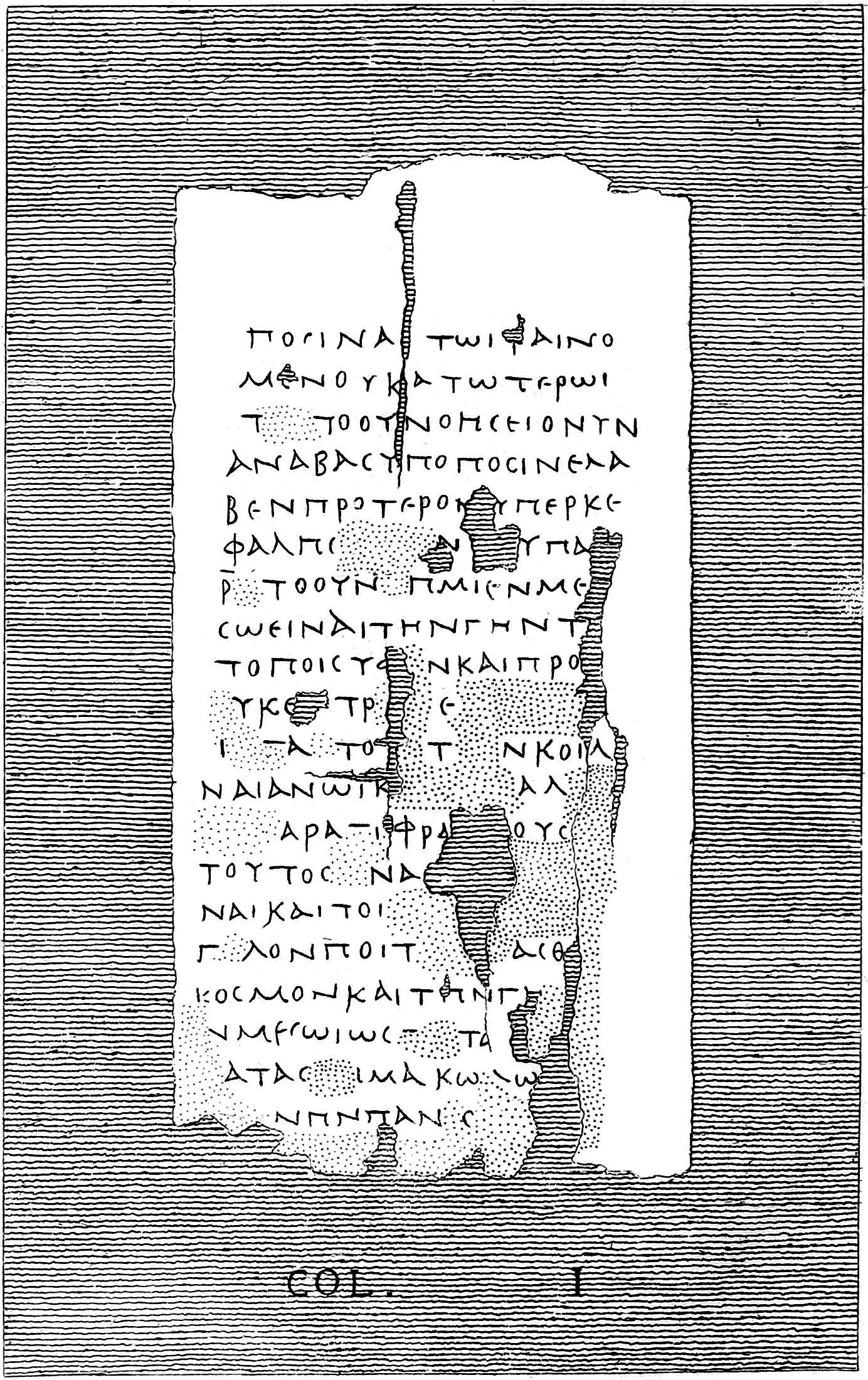
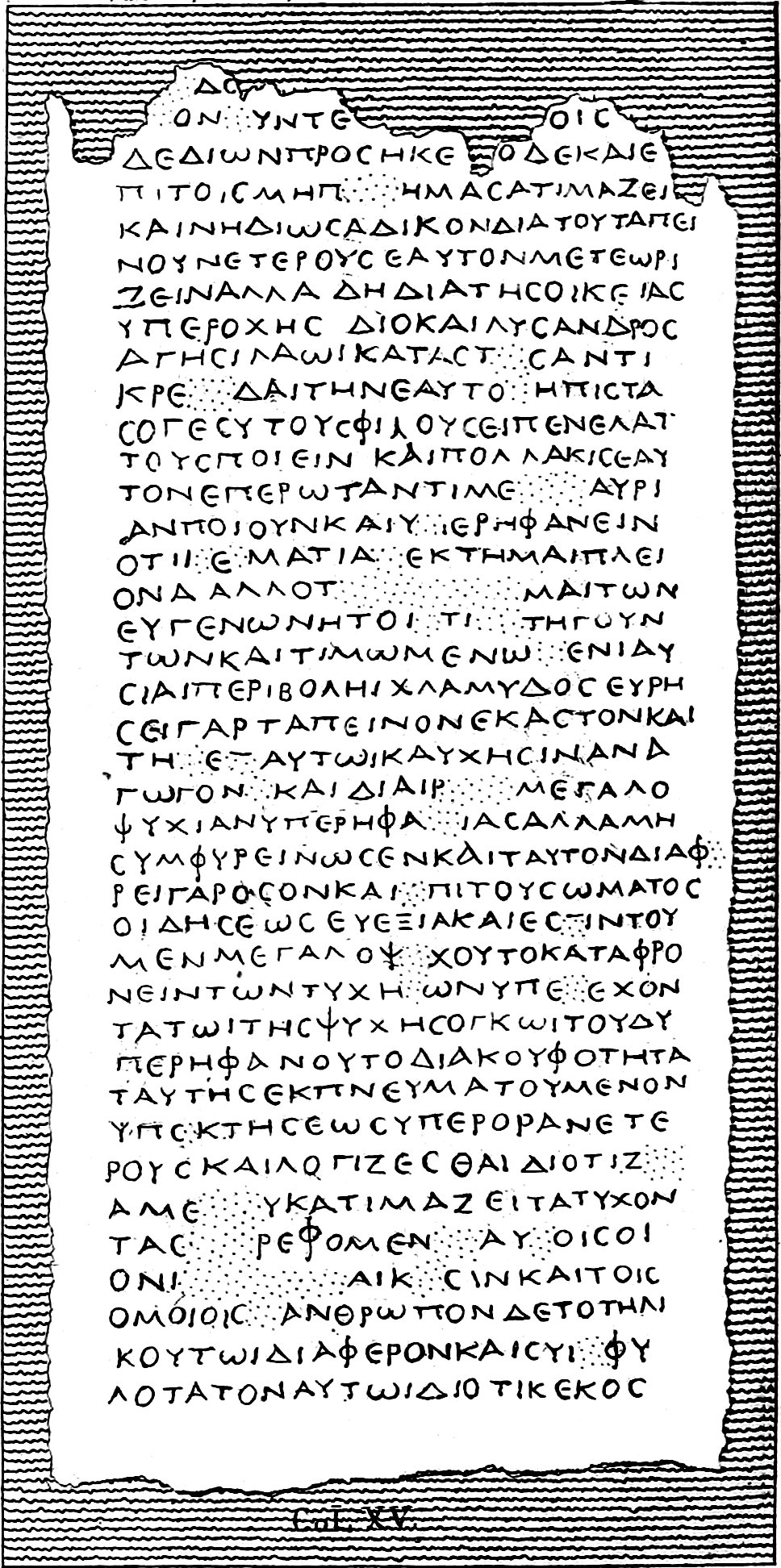
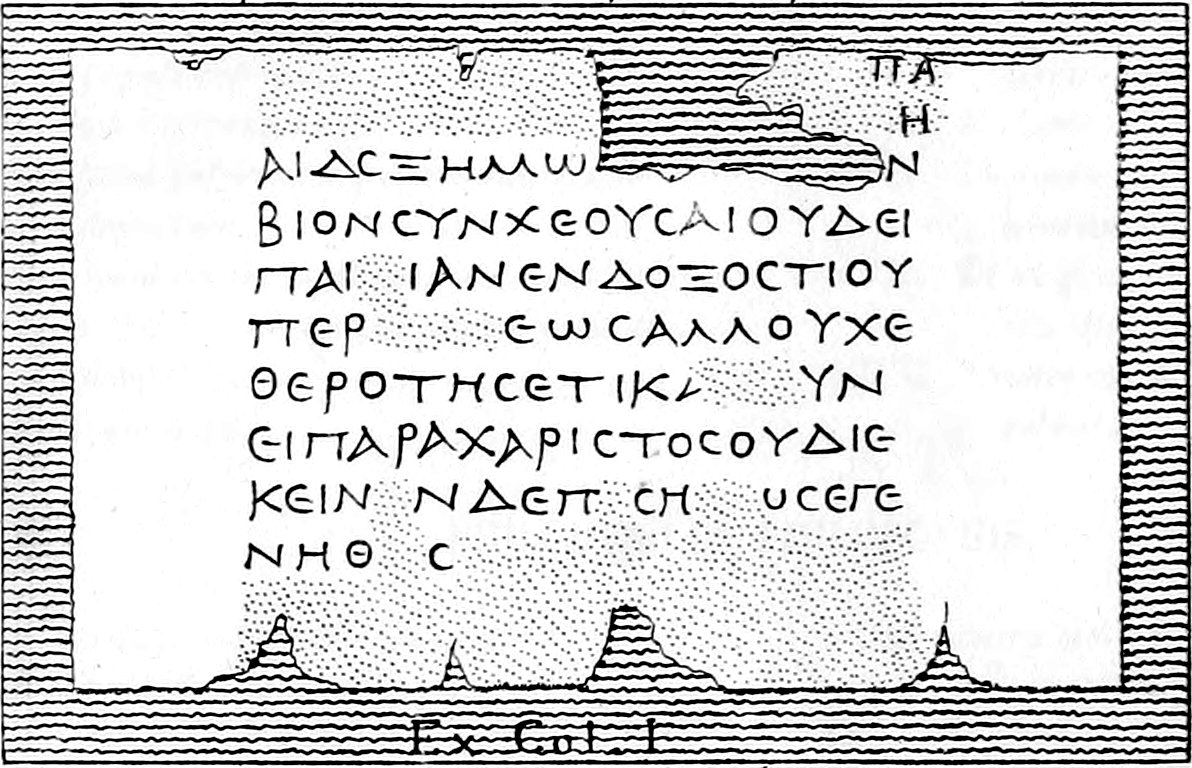
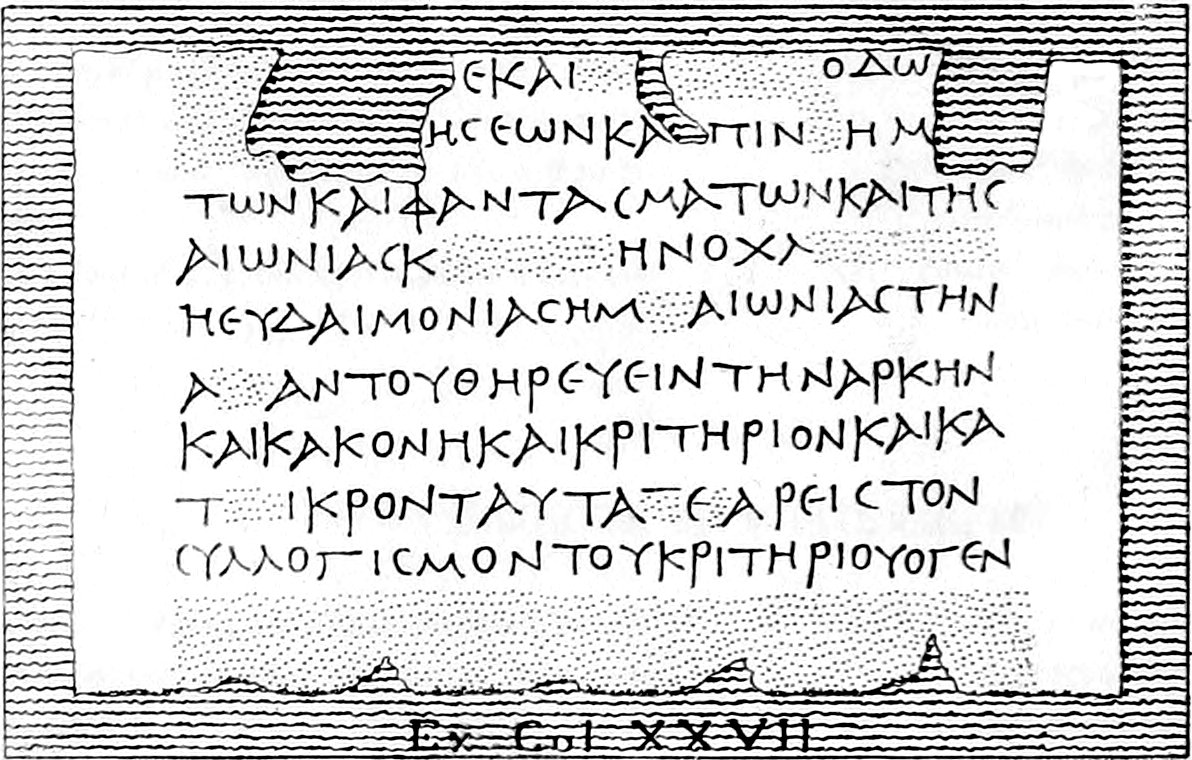
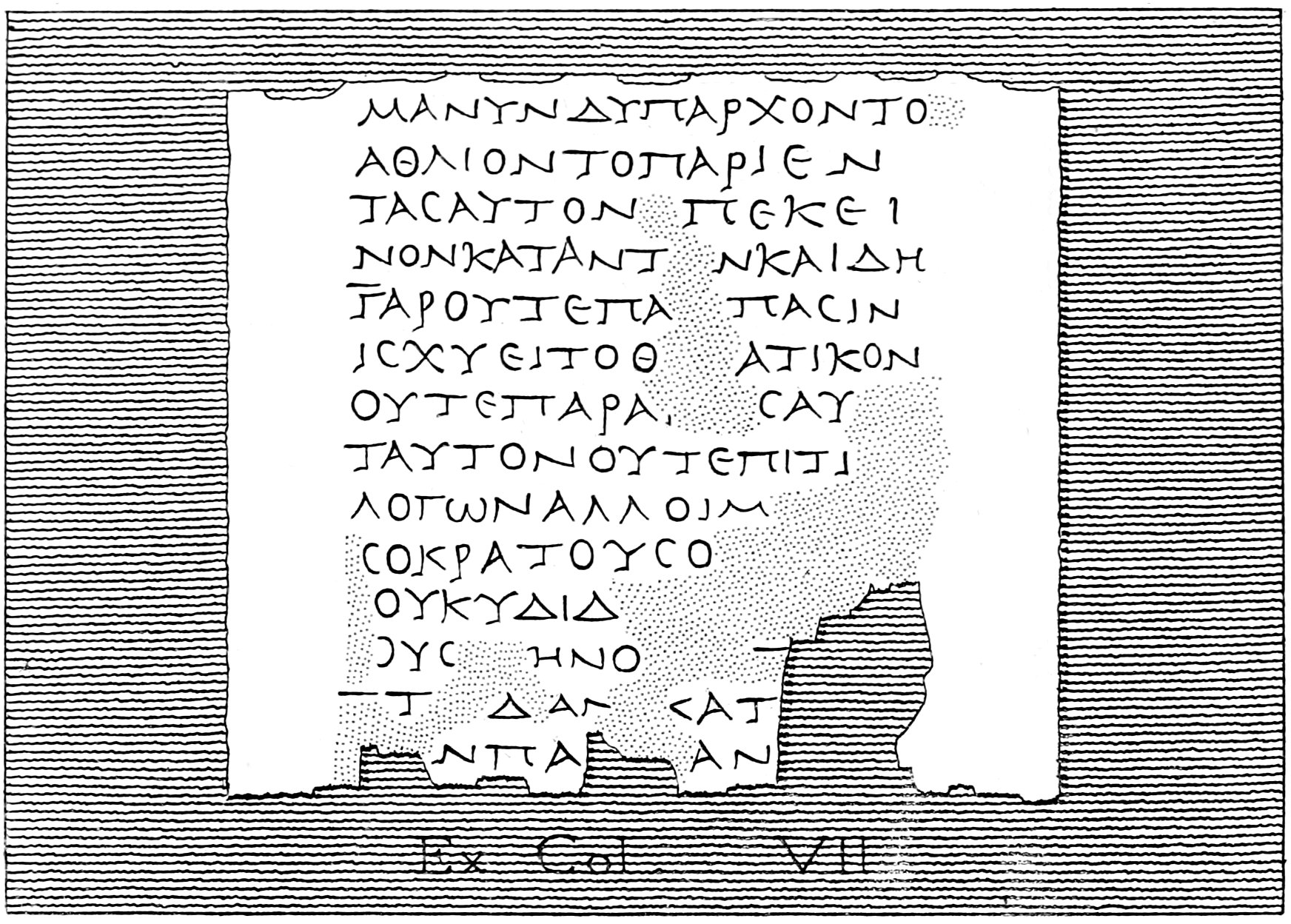
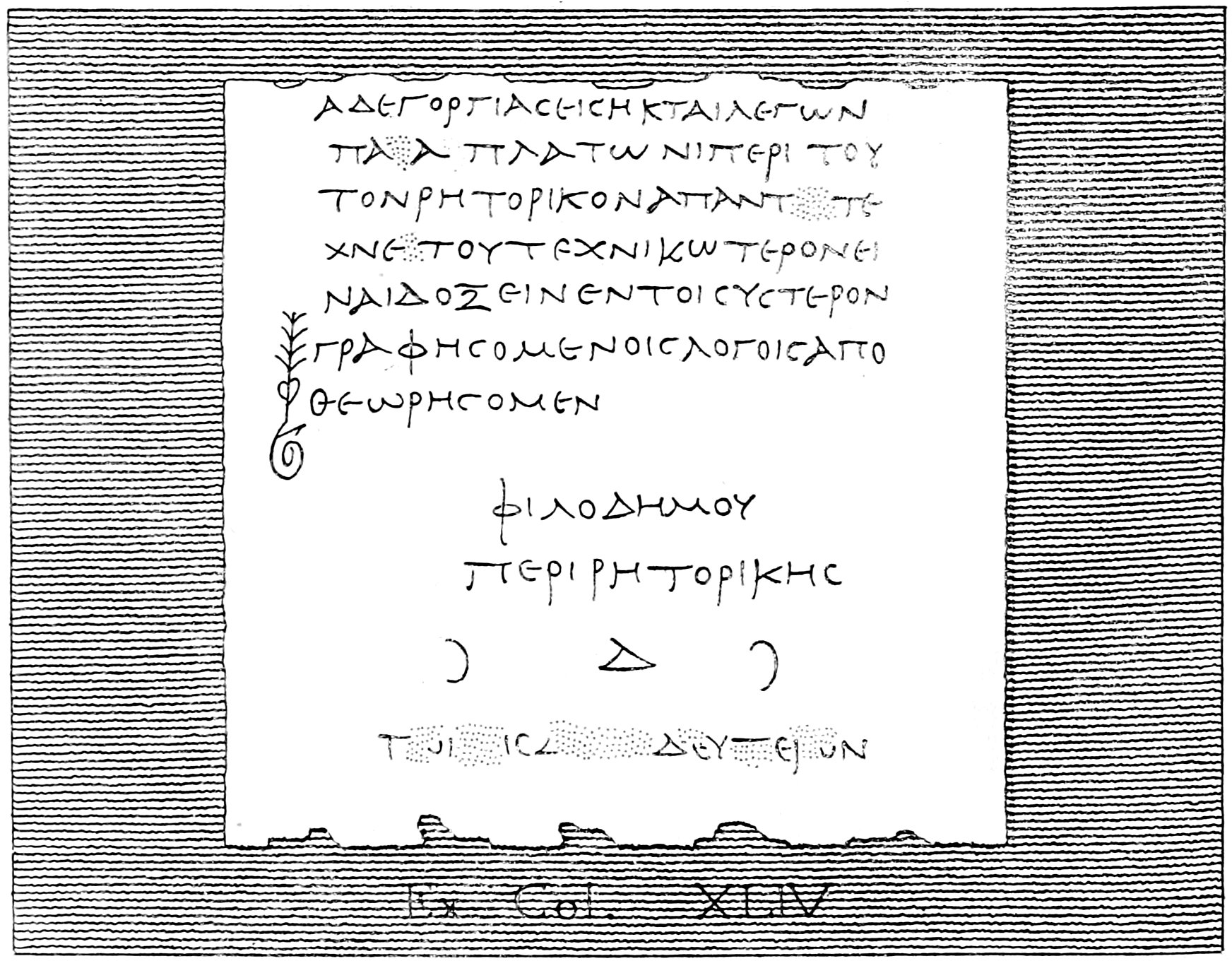